# 내버들
내버들은 한반도 중부 이북의 하천 유역에 나는 낙엽관목으로 높이는 3-4m이다. 햇가지는 황갈색이고 어긋나며 길이 4-10cm, 폭 10
mm 가량으로 가장자리에 잔톱니가 있다. 꽃은 잎보다 먼저 전년도 가지에 피고 수꽃의 포는 끝이 검고 수술은 2개이다. 암꽃의 포는 긴 타원형, 끝이 뭉뚝하며, 흑갈색, 긴 털이 난다. 열매는 삭과이며, 4월에 개화하고 5월에 결실한다.